# Junior Solheim Cup
De Junior Solheim Cup is een tweejaarlijks golftoernooi voor meisjes die tussen 12 en 18 jaar oud zijn. Het werd in 2002 opgericht en is vergelijkbaar met de Junior Ryder Cup, een golftoernooi voor jongens die tussen 12 en 18 jaar oud zijn. Het is een toernooi waarin ze ervaringen opdoen waarbij ze mogelijk in de toekomst geselecteerd kunnen worden voor de Solheim Cup.
Het is een toernooi waar twaalf Amerikaanse meisjes het opnemen tegen twaalf Europese meisjes. Sinds de oprichting vond het plaats in verschillende Amerikaanse en Europese steden.

## Resultaten
| Jaar | Golfbaan               | Stad         | Winnend team     | Score   | USA Kapitein      | EU Kapitein          |
| ---- | ---------------------- | ------------ | ---------------- | ------- | ----------------- | -------------------- |
| 2002 | Oak Ridge Country Club | Hopkins      | Verenigde Staten | 17–7    | Sherri Steinhauer | Marta Figueras-Dotti |
| 2003 | Bokskogens Golfklubb   | Bara         | Europa           | 12½–11½ | Val Skinner       | Helen Alfredsson     |
| 2005 | The Bridgewater Club   | Carmel       | Verenigde Staten | 16–8    | Colleen Walker    | Charlotta Sörenstam  |
| 2007 | Båstad Golfklubb       | Båstad       | Europa           | 14–10   | Donna Andrews     | Catrin Nilsmark      |
| 2009 | Aurora Country Club    | Aurora       | Verenigde Staten | 15½–8½  | Nancy Lopez       | Carin Koch           |
| 2011 | Knightsbrook Golf Club | Trim         | Verenigde Staten | 12–12   | Meg Mallon        | Liselotte Neumann    |
| 2013 | Inverness Golf Club    | Englewood    | Verenigde Staten | 14½–9½  | Kathy Whitworth   | Janice Moodie        |
| 2015 | Golf Club St. Leon-Rot | St. Leon-Rot |                  |         | n.n.b.            | n.n.b.               |

| Toernooirecord |